# 赤色巨星分枝

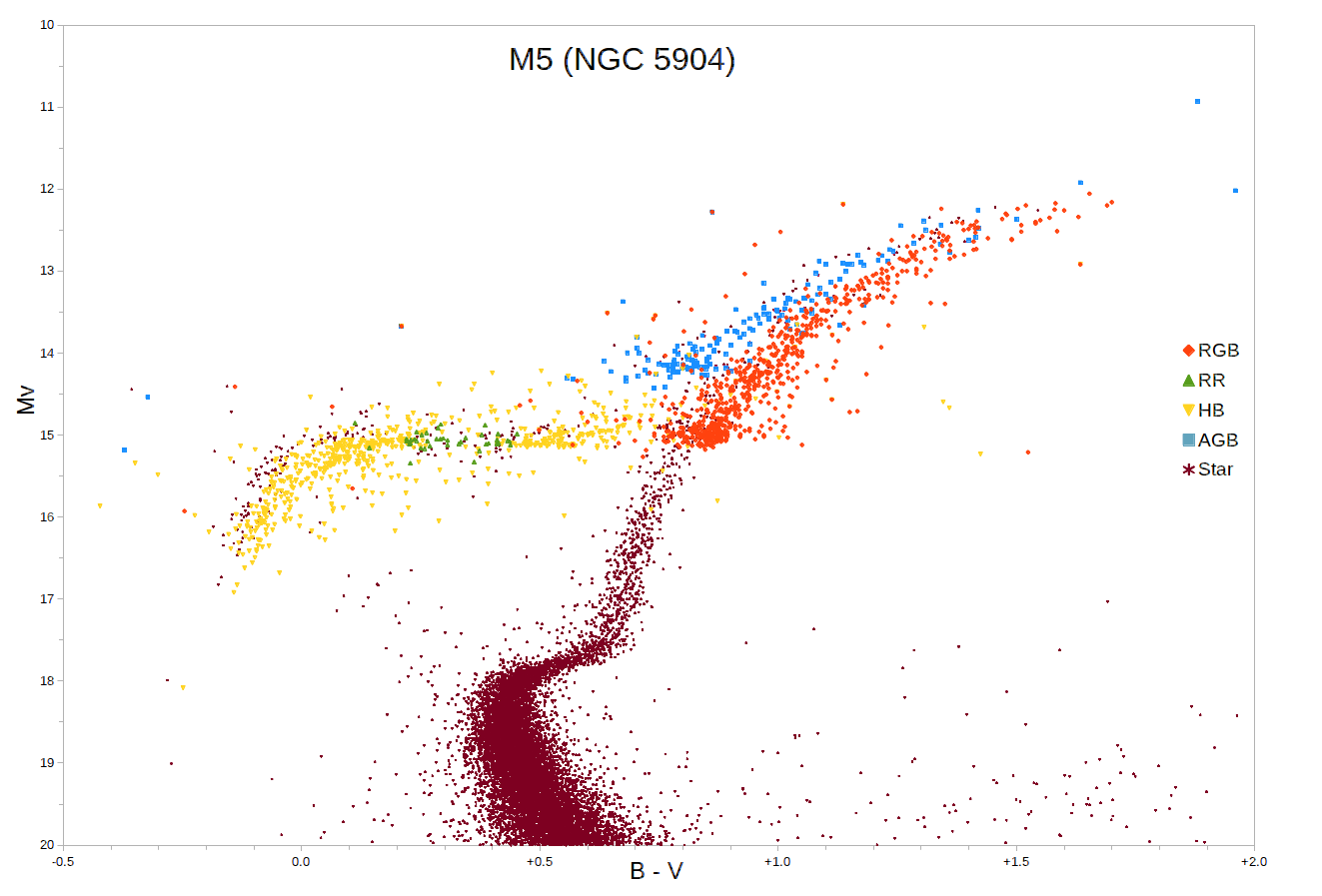
球状星団M5のヘルツシュプルング・ラッセル図。赤色巨星分枝は、薄く水平な準巨星分枝の終わり付近（B-V=0.6-0.7、Mv=17.5付近）から右上へと走っている。赤色巨星分枝星の中でも明るいものは赤で示されている。

赤色巨星分枝（せきしょくきょせいぶんし、英: red giant branch, RGB）は、ヘルツシュプルング・ラッセル図（HR図）上で、主系列から離れた恒星が形成する系列。恒星の進化においては、中心核での水素核融合を終えて、恒星内部でヘリウムの核融合が始まる前までのフェーズである。このフェーズにある赤色巨星分枝星 (red giant branch star) の内部には、まだ核融合反応を起こしていないヘリウムの中心核があり、中心核の周囲を水素の殻が取り囲んでいる。赤色巨星分枝星の放射するエネルギーは、この水素殻で起こるCNOサイクルによって生じるものである。このフェーズにある星はスペクトル分類ではK型やM型に分類され、同じスペクトルの主系列星（赤色矮星）に比べて光度が大きい。

## 発見

NGC 288のような球状星団で明るく輝く星は赤色巨星である。

20世紀初頭にHR図が使われるようになると、赤い色の恒星には矮星（現在の主系列星）と巨星の2種類があることが判明した。
「赤色巨星分枝 (red-giant branch) 」という用語は、1940～1950年代に使われるようになったが、当初はHR図の赤色巨星領域の総称であった。1940年までに主系列段階の寿命とそれに続く白色矮星への熱力学的収縮段階の基礎は理解されていたが、様々なタイプの巨星の内部の詳細は理解されていなかった。
1967年に、赤色巨星分枝を他の分枝と区別するために "first giant branch" という用語が使われた。この用語は現在でもしばしば使われている。1968年には、ほとんどの赤色巨星よりやや明るい、ミラのように不安定で大光度の変光星の分枝に対して「漸近巨星分枝 (asymptotic giant branch, AGB) 」という用語が使われた。分岐した巨星分枝はその何年も前から観測されていたが、異なる系列がどのように関連しているのかはわかっていなかった。1970年までには、HR図上の赤色巨星の領域は、準巨星分枝 (subgiant branch) 、赤色巨星分枝、水平分枝 (horizontal branch) 、漸近巨星分枝からなること、そしてこれらの領域にある星の進化状態が広く理解されるようになった。
現代の恒星物理学は、中質量星の主系列後の様々な段階を生み出す内部プロセスを、これまでになく複雑かつ正確にモデル化してきた。赤色巨星分枝の研究成果は、それ自体が他の分野の研究の基礎として利用されている。

## 進化
- 0.6 M☉（太陽質量）のトラック（橙色）は赤色巨星分枝を経てヘリウムフラッシュで止まる。
- 1 M☉のトラック（黄色）は、線は短いが実際には長期間続く準巨星分枝を経て、ヘリウムフラッシュでRGBとなる。
- 2 M☉のトラック（緑色）では、準巨星分枝と赤色巨星分枝が見られ、漸近巨星分枝には辛うじて確認できるブルーループが見られる。
- 5 M☉のトラック（水色）では、線は長いが実際はごく短期間で終わる準巨星分枝、短い赤色巨星分枝、広がったブルーループが見られる。

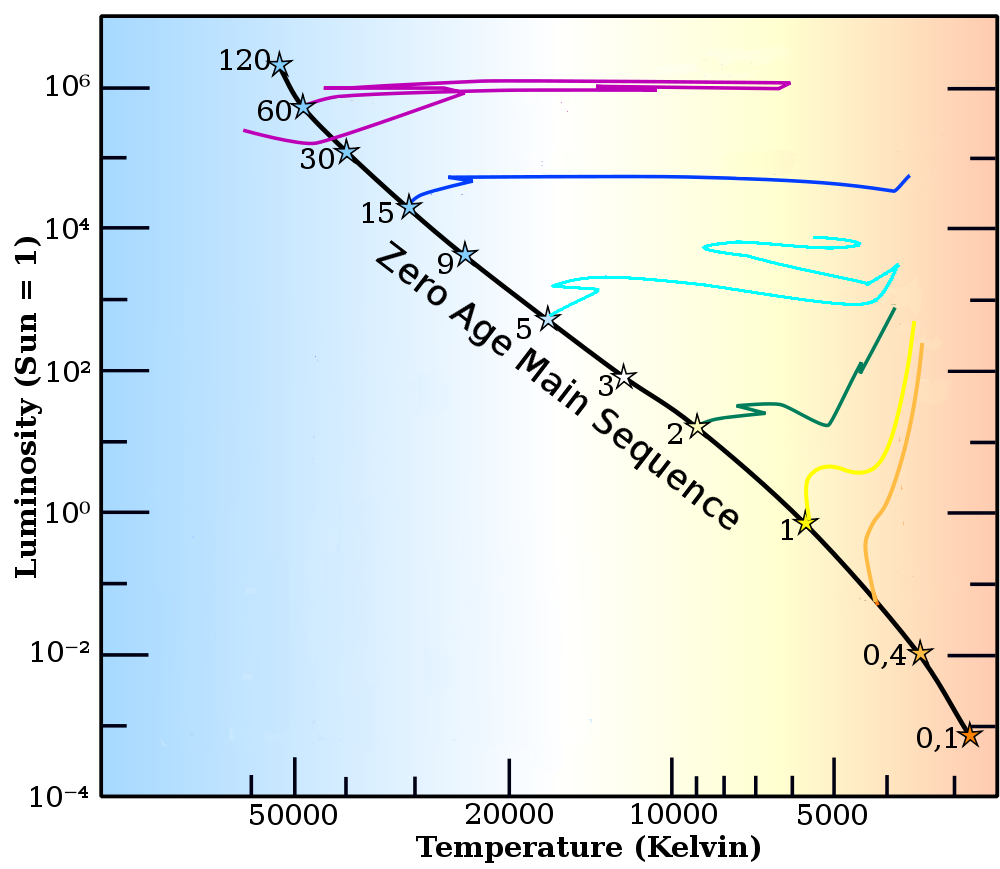
質量の異なる恒星の進化トラック。中央を斜めに走る黒の実線は、各トラックの起点となる零歳主系列 (Zero-Age Main Sequence, ZAMS) を結んだもの。トラックの長さは時間経過の長さを示すものではないことに注意。
- （太陽質量）のトラック（橙色）は赤色巨星分枝を経てヘリウムフラッシュで止まる。
- のトラック（黄色）は、線は短いが実際には長期間続く準巨星分枝を経て、ヘリウムフラッシュでRGBとなる。
- のトラック（緑色）では、準巨星分枝と赤色巨星分枝が見られ、漸近巨星分枝には辛うじて確認できるブルーループが見られる。
- のトラック（水色）では、線は長いが実際はごく短期間で終わる準巨星分枝、短い赤色巨星分枝、広がったブルーループが見られる。

約0.4 M☉（太陽質量）から12 M☉の恒星は、中心核の水素を燃焼し尽くすと、水素殻燃焼の段階に入り、その間に赤色巨星となる。水素殻燃焼の間、恒星の内部はいくつかの異なる段階を経て、それが恒星の外観に反映される。どのような進化のステージを経るのかは主に恒星の質量によるが、金属量の影響も受ける。

### 準巨星分枝
中心核の水素を燃焼し尽くした主系列星の内部では、ほぼヘリウムで構成された中心核を取り巻く分厚い水素殻の燃焼が始まる。ヘリウム中心核はシェーンベルグ＝チャンドラセカール限界未満の質量で熱平衡状態にあり、この段階の星は準巨星に分類される。水素殻の核融合により産生されるエネルギーは星の大きさを保つのに必要なエネルギーよりも大きく、余剰エネルギーは星の外層を膨らませるために消費される。この膨張によって表面温度は冷却されるが、光度は増大しない。
1 M☉前後の質量の恒星では、ヘリウム中心核の質量が十分に増えて縮退するまで水素殻燃焼が続く。その後、中心核は収縮・加熱し、強い温度勾配が発生する。温度変化に敏感なCNOサイクルで核融合している水素殻が中心核に加熱されることによって水素殻燃焼のエネルギー産生量が大幅に増加され、赤色巨星分枝のふもとに至ると考えられている。1 M☉の恒星の場合、中心核の水素が枯渇してから20億年前後はこの段階にある。
2 M☉程度の質量を持つ準巨星は、中心核が縮退する前に比較的早期にシェーンベルグ＝チャンドラセカール限界に達する。中心核はまだ水素殻からのエネルギーで熱力学的に自重を支えているが、もはや熱平衡状態ではない。中心核が収縮・加熱することで水素殻は薄くなり、恒星外層は膨張する。この組み合わせにより、星は赤色巨星分枝のふもとに向けて冷えていくに従って光度が低下する。中心核が縮退する前に、外側の水素外層が不透明となって星の冷却が止まり、水素殻の核融合率が上がり、星は赤色巨星分枝の段階に入る。これらの星では数百万年以内に準巨星段階を終えるため、プレセペ星団のような若い散開星団のHR図に見られるように、B型主系列星と赤色巨星分枝星の間に顕著な隙間が生じる。これは「ヘルツシュプルングの間隙（ヘルツシュプルング・ギャップ）」と呼ばれ、赤色巨星に向けて急速に進化する準巨星がまばらに存在している。これに対してω星団のような年老いた球状星団では低質量の準巨星が短く密集した分枝が見られる。

### Ascending the red-giant branch

の星の進化トラック。太陽のような星では、赤色巨星分枝の段階では中心核が縮退しており、分枝上を先端まで上昇した後にヘリウムフラッシュでヘリウム核融合を始める。

の星の進化トラック。より重い星では、赤色巨星分枝でも中心核は縮退せず、分枝上を先端まで上昇する前にヘリウムフラッシュを起こすことなくヘリウム核融合を始め、赤色巨星分枝を離れる。

赤色巨星分枝のふもとにある星の温度はどれも5,000 K（ケルビン）前後と似通っていて、初期から中期のK型スペクトルに対応している。これらの星の光度は、最も小さな赤色巨星で太陽の数倍、8 M☉付近の星では数千倍までの範囲に渡る。
水素殻がヘリウムを生成し続けると、赤色巨星分枝星の中心核の質量は増加し、温度は上昇していく。中心核の温度増加の影響を受け、水素殻はより急速に燃焼するようになり、その結果、星はより明るく、大きくなり、表面温度はやや低くなる。これらの現象は、まとめて "Ascending the RGB" と表現される。
赤色巨星分枝を上昇する間に、観察可能な外部の特徴を生むいくつかの内部イベントがある。星が成長するに連れて外部の対流層はより内部の深いところまで到達し、水素殻で生成されるエネルギーも増大する。最終的に対流層の深さは、かつての対流核から表面へと核融合生成物がもたらされるほどの深さに到達する。これは「第1ドレッジアップ (first dredge-up, FDU) 」と呼ばれる。この現象によって、表面のヘリウム、炭素、窒素、酸素の存在量が変化する。また、HR図上の赤色巨星分枝に「RGBバンプ (RGB bump) 」と呼ばれる顕著な星の集まりが見られることがある。これは、深い対流によって残された水素の存在量の不連続性によって生じる。この不連続な点では水素殻でのエネルギー生産が一時的に低下し、赤色巨星分枝の上昇が効果的に妨げられるため、この場所にプロットされる星が過剰に存在することとなる。

### 赤色巨星分枝先端
縮退したヘリウム中心核を持つ星はそのサイズと光度の成長限界がある。「赤色巨星分枝先端 (tip of the red-giant branch, TRGB) 」と呼ばれるこの限界で、中心核はヘリウム核融合を始めるのに十分な温度に達する。この限界に達する全ての星は約0.5 M☉のヘリウム中心核と、非常に似通った光度と温度を持つ。そのため、これらの明るい星は遠方までの天体との距離を測るたまえの標準光源として使われてきた。外観上、TRGBの絶対等級は約-3等で、有効温度は太陽と同じ金属量の星で約3,000 K、低金属星で4,000 K近くとなる。金属量にも影響されるが、TRGBの光度は2000 - 2500 L☉（太陽光度）とされる。2010年代現在の研究では、赤外線波長での等級がより一般的に使われている。

### 赤色巨星分枝からの離脱
縮退した中心核は「ヘリウムフラッシュ」と呼ばれる現象で爆発的な核融合反応を始めるが、外部にはその兆候はほとんど見られない。ヘリウムフラッシュのエネルギーは中心核の縮退を解除するために消費される。これにより、星全体の光度は低下、有効温度は上昇し、次の進化のステージである水平分枝へと移行していく。縮退したヘリウム中心核は、恒星全体の質量に関係なくどれもほぼ同じ質量なので、水平分枝上の恒星の光度はどれも同じである。水素殻燃焼によって恒星の全光度は異なるが、太陽の金属量に近いほとんどの恒星では水平分枝の冷端での温度と光度は非常に似たものとなる。そのため、これらの星は約5,000 Kと約50 L☉で「レッドクランプ」と呼ばれる集団を形成する。水素外層の欠如は、水平分枝上でより温度が高く光度の低い位置に星を移行させる。この効果は低金属量の星ほど起こりやすいため、年老いた金属の乏しい星団では非常に顕著な水平分枝が見られる。
初期質量が2 M☉以上の星では、赤色巨星分枝上でヘリウム中心核が縮退しない。これらの星では、TRGBに到達して中心核が縮退する前にトリプルアルファ反応に十分な高温に達する。そのとき、星は赤色巨星分枝を離れ、漸近巨星分枝へと至るブルーループを行う。2 M☉よりも少しだけ重い星は、数百 L☉の辛うじて気付く程度のブルーループを行った後、赤色巨星分枝とほとんど区別が付かない漸近巨星分枝へと至る。より重い星は、10,000 Kと数千 L☉まで至るブルーループを行う。これらの星は1回以上不安定帯を横断し、古典的セファイド変光星となって脈動変光する。

### 質量ごとの特徴
以下の表は、太陽と同じ金属量 (Z = 0.02) で初期質量の異なる星について、主系列 (MS) 、フック (Hook) 、準巨星分枝 (SB) 、赤色巨星分枝 (RGB) での典型的な期間を示したものである。また、各星の赤色巨星分枝開始時と終了時のヘリウム中心核の質量、表面の有効温度、半径、光度も示した。赤色巨星分枝の終了時は、中心核でヘリウムが点火したときと定義されている。
| 質量 (M☉) | MS (×109年) | Hook (×106年) | SB (×106年) | RGB (×106年) | RGBfoot         | RGBfoot  | RGBfoot   | RGBfoot   | RGBend          | RGBend   | RGBend    | RGBend    |
| 質量 (M☉) | MS (×109年) | Hook (×106年) | SB (×106年) | RGB (×106年) | 中心核質量 (M☉) | Teff (K) | 半径 (R☉) | 光度 (L☉) | 中心核質量 (M☉) | Teff (K) | 半径 (R☉) | 光度 (L☉) |
| --------- | ----------- | ------------- | ----------- | ------------ | --------------- | -------- | --------- | --------- | --------------- | -------- | --------- | --------- |
| 0.6       | 58.8        | N/A           | 5,100       | 2,500        | 0.10            | 4,634    | 1.2       | 0.6       | 0.48            | 2,925    | 207       | 2,809     |
| 1.0       | 9.3         | N/A           | 2,600       | 760          | 0.13            | 5,034    | 2.0       | 2.2       | 0.48            | 3,140    | 179       | 2,802     |
| 2.0       | 1.2         | 10            | 22          | 25           | 0.25            | 5,220    | 5.4       | 19.6      | 0.34            | 4,417    | 23.5      | 188       |
| 5.0       | 0.1         | 0.4           | 15          | 0.3          | 0.83            | 4,737    | 43.8      | 866.0     | 0.84            | 4,034    | 115       | 3,118     |

中質量星は、主系列や準巨星では質量のごく一部を失うのみだが、赤色巨星ではかなりの質量を失う。太陽に似た星が失った質量は水平分枝に達したときの温度や光度に影響するため、レッドクランプの特徴からヘリウムフラッシュ前後の質量差を求めることができる。また、赤色巨星から失われた質量は、その後に形成される白色矮星の質量や性質を決定する。TRGBに達した星の全質量損失は、0.2 - 0.25 M☉程度と推定されている。質量損失の大部分は、ヘリウムフラッシュ前の最後の数百万年以内に失われたものである。
ヘリウムフラッシュ前に赤色巨星分枝を離脱するような大質量星の質量損失は、直接計測することがより難しいものとなる。ケフェウス座δ星のようなケフェイド変光星は、連星か脈動星かのいずれかであるため、現時点での質量を正確に測定することができる。進化モデルとの比較から、このような星の質量は約20パーセントも失われていると思われ、その大部分はブルーループ、特に不安定帯で脈動している間に失われているようである。

## 変光
赤色巨星の中には振幅の大きな変光星がある。早くから知られていた変光星の多くは、周期性と数等級の振幅があるミラ型変光星、はっきりとした周期性を欠くか複数の周期とごくわずかな振幅のある半規則型変光星、明白な周期が見られないL型の不規則変光星である。これらは長らく漸近巨星分枝星（AGB星）または超巨星であると考えられており、一般的に赤色巨星分枝星自体は変光しないものと考えられていた。いくつかの例外は、光度の低い漸近巨星分枝星であると考えられていた。
20世紀末の研究では、M型の巨星は全て0.01等級以上の振幅で変光すること、晩期K型巨星もまたより小さな振幅で変光する可能性が高いことがわかってきた。このような変光星は、TRGBに近い、より明るい赤色巨星の中にあったが、それらがすべてAGB星であると主張することは困難であった。 振幅の大きい変光星ほどゆっくりと脈動するという周期と振幅の関係を示していた。
21世紀に入ってからのマイクロレンズ・サーベイでは、何千もの星の極めて正確な測光が何年間も行われてきた。これによって、多くの新しい変光星を発見することができたが、その多くは非常に小さな振幅のものであった。発見された複数の周期-光度関係は、密な間隔で平行に並んだリッジ (ridge) のような領域にまとめられている。これらの中には、既知のミラ型変光星や半規則型変光星に対応するものもあるが、さらにOSARG (OGLE Small Amplitude Red Giant variables) と呼ばれる別の型の変光星も定義された。OSARGは、振幅が数千分の1等級で、周期が10 - 100日の半周期の変光星である。OGLEサーベイでは、1つのOSARGに対して最大3つの周期が公表されており、複雑な組み合わせの脈動を示している。大小マゼラン雲では、AGB星や赤色巨星分枝星の両方を含む何千個ものOSARGがすぐに検出された。その後、天の川銀河の中心バルジの方向にある192,643個のOSARGのカタログが発表された。マゼラン雲のOSARGの約4分の1は長い二次周期を示しているが、銀河系のOSARGではほとんど見られない。
赤色巨星分枝星のOSARGは、ある質量と光度の星の動径脈動モデルの第1倍音、第2倍音、第3倍音モードに対応する3つの間隔の周期-光度関係に従っているが、双極子モードや四極子モードの非動径脈動も存在しており、変光の半規則性につながっている。基本モードは現れず、励起の根本的な原因はわかっていない。太陽類似振動 と同じように，確率論的な対流が原因ではないかと言われている。
赤色巨星分枝星ではさらに2種類の変光が発見されている。それらは、数百日から数千日の周期でより大きな振幅を示す長い二次周期と、楕円状の変光である。長い二次周期の原因は不明だが、質量の小さい伴星との相互作用によるものではないかと考えられている。楕円状の変光もまた連星系で生じると考えられており、この場合は接触連星系の歪んだ形状の星が公転運動することによって厳密に周期的な変光を起こしているとされる。